# Acalypha lepinei
Acalypha lepinei là một loài thực vật thuộc họ Euphorbiaceae. Nó là loài đặc hữu của Polynésie thuộc Pháp.